# Ołeksandr Donij
Ołeksandr (Ołeś) Serhijowycz Donij, ukr. Олександр (Олесь) Сергійович Доній (ur. 13 sierpnia 1969 w Kijowie) – ukraiński polityk i działacz kulturalny, deputowany Rady Najwyższej Ukrainy VI i VII kadencji.

## Życiorys
W 1991 ukończył historię na Uniwersytecie Kijowskim.
Na przełomie lat 80. i 90. brał udział w organizacji ruchu studentów Ukrainy, kierował kijowską organizacji związku studenckiego. Był też członkiem władz krajowych Ludowego Ruchu Ukrainy. Brał udział w niepodległościowych protestach społecznych w tym w proteście głodowym, który przyczynił się do upadku rządu Witalija Masoła. Zimą 1991 został tymczasowo aresztowany z przyczyn politycznych, sprawę karną wkrótce jednak umorzono.
W latach 1994–1998 był radnym Kijowa. Zaangażowany w działalność różnych organizacji pozarządowych, m.in. fundacji Widrodżennia, fundacji Smołoskyp, obywatelskiego komitetu oporu „O Prawdę”. Był redaktorem naczelnym pisma „Mołoda Ukrajina”, w 2004 stanął na czele Centrum Badań Wartości Politycznych. Kierował też klubem artystycznym „Ostannia Barykada”, na bazie której powstało stowarzyszenie kulturalne.
Bez powodzenia kandydował do parlamentu w 1998 (z ramienia Reform i Porządku), w 2002 (jako niezależny) i w 2006 (z listy Socjalistycznej Partii Ukrainy). Był też liderem partii Młoda Ukraina. W 2007 po raz pierwszy uzyskał mandat poselski z rekomendacji Naszej Ukrainy-Ludowej Samoobrony. W 2012 skutecznie ubiegał się o reelekcję jako kandydat niezależny w jednym z okręgów obwodu iwanofrankiwskiego. W 2014 należał do współtwórców grupy deputowanych Suwerenna Europejska Ukraina, obejmując funkcję jej współprzewodniczącego. W tym samym roku nie został ponownie wybrany do Rady Najwyższej.